# ژو چن
ژو چن (چینی: 诸宸؛ زادهٔ ۱۶ مارس ۱۹۷۶) استادبزرگ شطرنج قطری متولد چین است.
در سال ۲۰۰۱، او پس از زیه جون دومین قهرمان شطرنج جهان زن اهل چین و سیزدهمین استادبزرگ این کشور شد. در سال ۲۰۰۶، شهروند قطر شد و از آن‌زمان برای قطر بازی می‌کند.
ژو در سال ۱۹۸۸، با قهرمانی در مسابقات دختران جهان زیر ۱۲ سال جهان در رومانی، اولین شطرنج‌باز چینی بود که در این رده در یک مسابقه بین‌المللی شطرنج قهرمان شد.
او دو بار طی ۱۹۹۴ و ۱۹۹۶ میلادی در مسابقات شطرنج دختران جهان قهرمان شد.
در سن ۲۵ سالگی، الکساندرا کاستنیوک از روسیه را در مسابقات ۲۰۰۱/۲۰۰۲ قهرمانی شطرنج زنان جهان، با امتیاز ۵–۳ شکست داد و به مقام نهم رسید.
ژو پس‌از ازدواج با محمد مضیحکی، استادبزرگ قطری، اکنون برای قطر بازی می‌کند. او همچنین فارغ‌التحصیل کارشناسی ارشد از دانشگاه چینهوا است.